# Manoir de Nouan
Le manoir de Nouan est un édifice situé à Carentoir en France.

## Localisation
Le manoir est situé sur le territoire de la commune déléguée de Carentoir, au lieu-dit la Nouan, dans le département du Morbihan en région Bretagne.

## Description
Le manoir date du XVIIIe siècle, édifice construit en moellons sans chaîne en pierre de taille de granite et de schiste à un étage carré, élévation à travées. Toiture à longs pans recouverte d'ardoises, croupe.

## Historique
Le manoir est inscrit à l'inventaire général du patrimoine culturel.